# Восемь миллиардов джиннов
«Восемь миллиардов джиннов» (англ. Eight Billion Genies) — ограниченная серия комиксов, авторами которой являются Чарльз Соул и Райан Браун.
В июне 2022 года Amazon получил права на экранизацию «Восьми миллиардов джиннов».

## Синопсис
У каждого человека на Земле появляется свой джинн, который может исполнить 1 желание. Это приводит к катастрофическим последствиям.

## Отзывы
На сайте-агрегаторе рецензий Comic Book Roundup, по состоянию на декабрь 2022 года, серия имеет оценку 8,7 из 10 на основе 37 отзывов. Саянтан Гайен из Comic Book Resources, обозревая первый выпуск, отметил, что «по мере того, как хаос охватывает мир, визуальные эффекты [в комиксе] становятся всё более увлекательными, воплощая в жизнь воображение людей самым смелым образом». Ганнибал Табу из Bleeding Cool оценил дебют в 8 баллов из 10 и похвалил концепцию серии. Дэвид Брук из AIPT поставил первому выпуску оценку 9 из 10 и остался доволен работой художника, подчеркнув, что «[его] мир выглядит живым и правдоподобным».